# Nazionale maschile di beach soccer dell'Inghilterra
La nazionale di beach soccer dell’Inghilterra rappresenta l’Inghilterra nelle competizioni internazionali di beach soccer.